# Prädikat Spätlese

Der Spätlesereiter im Hof von Schloss Johannisberg, Rheingau

Spätlese ist ein Prädikat für Qualitätsweine und kennzeichnet eine Qualitätsstufe der Prädikatsweine. Im deutschsprachigen Raum wird das Prädikat heute für Weine mit einem bestimmten Mindest-Mostgewicht (gemessen in Grad Oechsle) verwendet. Das vorgegebene Mindest-Mostgewicht für eine Spätlese variiert in Deutschland von Anbaugebiet zu Anbaugebiet und manchmal sogar innerhalb eines Anbaugebietes von Rebsorte zu Rebsorte. Die Kategorie Spätlese liegt über Kabinett und unterhalb der Auslese.

## Geschichte
Eine häufig und in verschiedenen Varianten erzählte Geschichte besagt, dass die Bezeichnung um 1775 im Rheingau entstand. Den Weingütern dort wurde damals die Leseerlaubnis von den Gemeinden vorgeschrieben. Eine Ausnahme bildete jedoch das Schlossgut Johannisberg, das, seit 1716, zum Besitz des Hochstifts Fulda gehörte. Die Johannisberger Mönche mussten die Erlaubnis zur Weinlese direkt vom Fuldaer Fürstbischof einholen. Sie schickten deshalb 1775 einen berittenen Boten nach Fulda, doch in jenem Jahr verspätete sich die Rückkehr des Boten aus unbekannten Gründen (je nach Erzählstrang werden dafür verschiedene Gründe angeführt). Die Trauben waren währenddessen von der Grauschimmelfäule (Botrytis cinerea) befallen worden. Obwohl sie die Ernte für verloren hielten, brachten die Mönche die Trauben ein und kelterten sie. Als sie im darauffolgenden Frühjahr den jungen Wein verkosteten, waren sie von dessen hervorragender Qualität überrascht. Die Bezeichnung Spätlese wurde daraufhin für besonders hochwertige Weine üblich, und nebenbei hatte man die positiven Effekte der Edelfäule, des Befalls durch diesen Schimmelpilz, entdeckt.
Tatsächlich ist die Geschichte vielschichtiger, denn bereits 1733 ist für das Schlossgut Johannisberg belegt, dass die Weinlese verzögert angeordnet wurde, um durch die Edelfäule ein qualitativ besseres Ergebnis zu erzielen. Für 1730 ist durch weitere Unterlagen belegt, dass dieses Verfahren in verschiedenen Gegenden Deutschlands angewandt wurde. So ist für 1726 ein solches Verfahren für Mainz nachweisbar. Schon im 17. Jahrhundert sind Spätleseweine im südfranzösischen Bordelais oder in Ungarn (Tokaj) bezeugt. Dem Schlossgut Johannisberg kommt allerdings das Verdienst zu, dieses Verfahren systematisch ausgebaut zu haben und als „Auslese“ (mit weiteren Zusätzen, wie „feine Auslese“, „hochfeine Auslese“ usw.) bekannt gemacht zu haben. Der Begriff der „Spätlese“ wurde erst 1909 amtlich eingeführt.
Der erste Band „Karl der Spätlesereiter“ der Karl-Comic-Serie beschäftigt sich mit der Legende von 1775.

## Herstellungs- und Qualitätsnormen

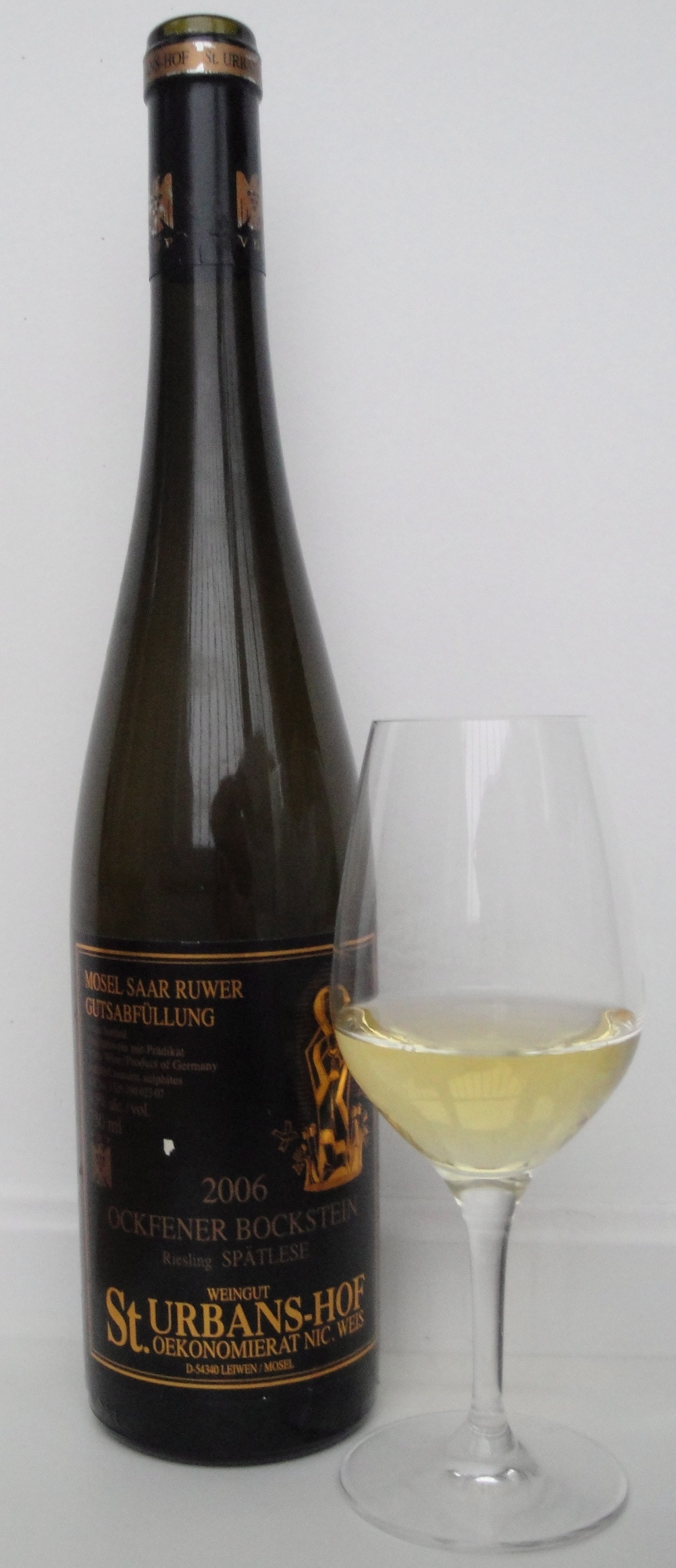
Riesling Spätlese aus dem Anbaugebiet Mosel (Bereich Saar).

Seit 1971 müssen in Deutschland Qualitätsweine mit Prädikat Spätlese folgende gesetzlich festgelegten Herstellungs- und Qualitätsnormen erfüllen: Sie müssen zur Leseprüfung angemeldet sein, die Trauben dürfen erst nach der allgemeinen Lese, vom Spätlesetermin an, der durch den Herbstausschuss der jeweiligen Gemeinde festgesetzt wird, gelesen werden und die Trauben müssen beim Mostgewicht einen Mindestwert überschreiten: Im Allgemeinen sind das 85° Oechsle, im Weinbaugebiet Baden je nach Rebsorte 86° bis 95° Oechsle. Eine Anreicherung der Moste durch Zugabe von Zucker ist nicht gestattet. Nach deutschem Weingesetz ist die Anreicherung bei allen Qualitätsweinen mit Prädikat, zu denen auch die Spätlese gehört, grundsätzlich verboten. Anders als in Deutschland ist es in Frankreich bis in die höchsten Qualitätsstufen zulässig, dem unvergorenen Most Zucker zuzusetzen.
Da es in kühlem Klima, z. B. an der Mosel, passieren kann, dass die Moste nicht vollständig durchgären und stehenbleiben, gibt es dort traditionell auch restsüße Spätlesen. Viele Jahrzehnte lang stand der Begriff Spätlese vor allem für solche natürlich restsüßen Weine, die man auch durch Unterbrechung der Gärung mittels Kühlung oder Filterung erzeugen kann. Es hat sich bei vielen Weintrinkern die Vorstellung festgesetzt, Spätlesen seien immer süße Weine. Doch in den letzten Jahren werden immer mehr Spätlesen vorwiegend trocken ausgebaut, sodass ein Großteil des Zuckers vergoren ist. Diese sind auf dem Etikett in der Regel mit dem Zusatz "trocken" versehen. Fehlt dieser Hinweis, so ist davon auszugehen, dass der Wein über eine höhere Restsüße verfügt.
In Österreich gehören Spätlesen zu den Prädikatsweinen. Das Lesegut muss vollreif sein und mindestens 94° Oechsle (19° KMW) aufweisen, der Most darf nicht angereichert werden und muss von Rebsorten, welche im Qualitätsrebsortenverzeichnis ausgewiesen sind, herrühren. Wie alle Prädikatsweine muss die Spätlese eine amtliche Prüfnummer aufweisen.